# Radiation (UKZ)
Radiation is het eerste officieel en ook meteen laatste uitgebrachte muziekalbum van de supergroep UKZ. Het werd eerst uitgegeven via diverse aan de band gerelateerde sites en op 29 maart 2009 volgde de officiële uitgave.

## Musici
- Aaron Lippert – zang
- Trey Gunn – Touch gitaar
- Eddie Jobson – keyboards, elektrische viool
- Alex Machachek – gitaar
- Marco Minnemann – slagwerk

## Composities
Allen van Jobson:
1. Radiation (7:44)
2. Houston (4:36)
3. Tu-95 (7:17)
4. Legend (1:38)

Tu-95, naar de Russische bommenwerper, was al eerder als download beschikbaar.